# 御真

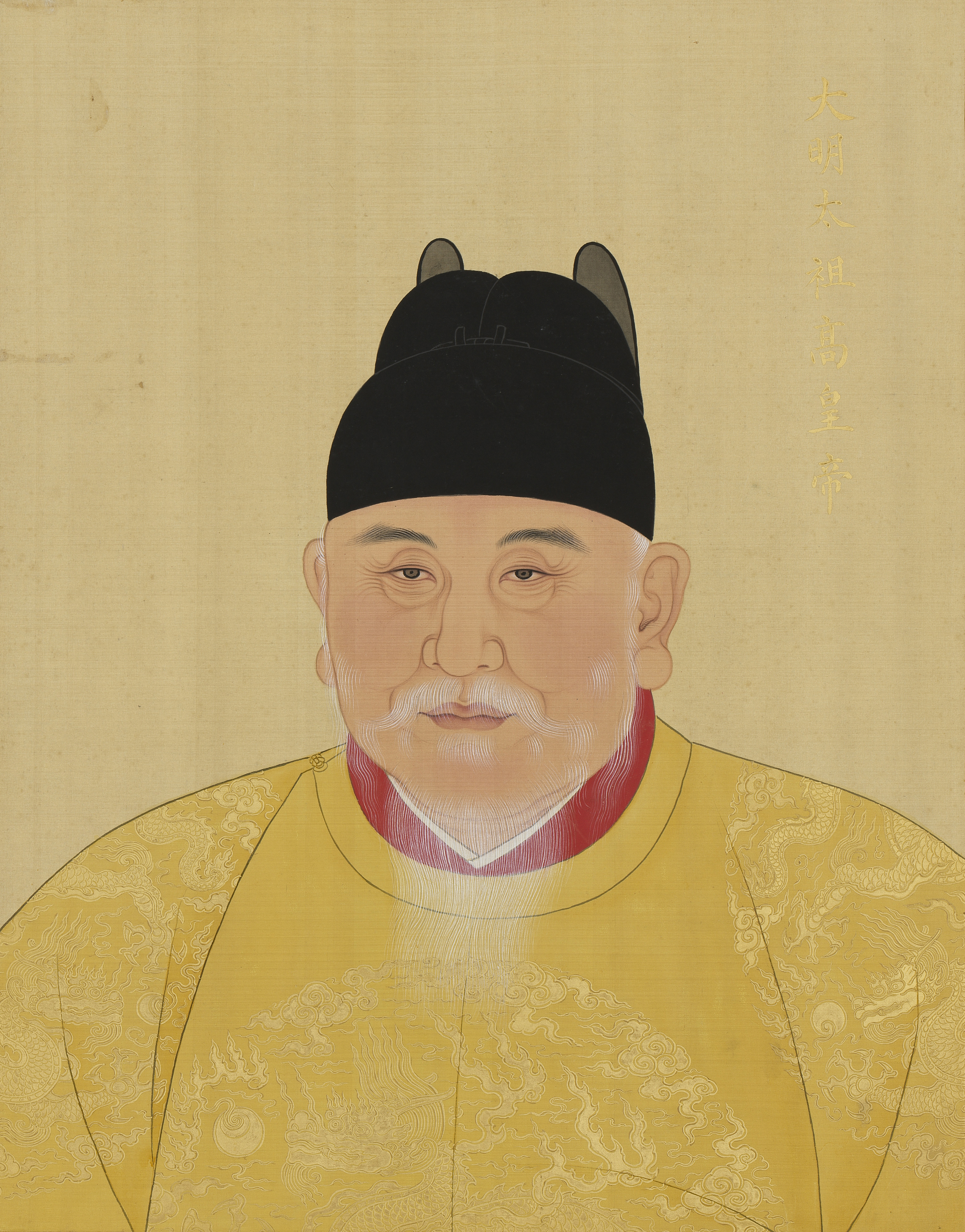
国立故宫博物院藏明太祖高皇帝朱元璋御真

御真，又名御影、御容、神御。指的是古代皇帝死后要立牌位在太庙享受后代祭祀，牌位的后面会有历代君主的画像，其画像就被称之为御真，称为“御真”是对先帝的尊敬。在平民或是贵族的画像也称之为“真”。“真”往往是正面比较严肃庄重的人物画像。